# Diocèse de Vila Real
Le diocèse de Vila Real (latin : Dioecesis Villaregalensis) est un diocèse de l'Église catholique au Portugal suffragant de l'archidiocèse de Braga. En 2017, il comptait 202 900 baptisés sur 206 661 habitants (98,2%) et en 2020, 171 530 baptisés pour 192 465 habitants (89,1%). Il est dirigé par l'évêque António Augusto de Oliveira Azevedo depuis 2019.

## Territoire

Localisation du district de Vila Real, correspondant au territoire du diocèse.

Le diocèse comprend le district de Vila Real, à l'extrême nord du Portugal.
Le siège épiscopal est situé dans la ville de Vila Real, où se trouve la cathédrale Saint-Saint-Dominique (pt).

## Historique
Le diocèse a été érigé le 20 avril 1922 par la bulle apostolique Praedecessorum Nostrorum du pape Pie XI.

## Chronologie des évêques
- João Evangelista de Lima Vidal, 1923–1933
- António Valente da Fonseca, 1933–1967
- António Cardoso Cunha, 1967–1991
- Joaquim Gonçalves (pt), 1991–2011
- Amândio José Tomás, 2011–2019
- António Augusto de Oliveira Azevedo, depuis 2019